# Калійна промисловість
Калійна промисловість (рос. калийная промышленность, англ. potash industry, нім. Kalibergbau m, Kaliindustrie f) — галузь промисловості, що об'єднує підприємства з видобутку калійних солей та виробництву калійних добрив.
Початком К.п. прийнято вважати середину XIX ст., коли поблизу Штасфурта (Німеччина) була введена в дію перша фабрика з виробництва хлориду калію.
У 20-30-х рр. XX ст. виробництво калійних добрив почалося в США, Італії, Іспанії та інш. країнах.
Наприкінці XX ст. світова К.п. має понад 60 калійних підприємств.
Бл. 90% калійних добрив виготовляється в країнах СНД, Канаді, ФРН, США і Франції. Використовуються калійні добрива головним чином в країнах Півн. Америки, Зах. Європи, Австралії і Японії, на які припадає бл. 90% їх споживання серед промислово розвинених країн. Серед імпортерів виділяються США, країни Зах. Європи і Японія та група країн, що розвиваються. Найважливіші експортери калійних добрив — Канада, ФРН і США. В Україні видобувають калійні солі на Стебницькому та Калуш-Голинському родовищах.